# Alfa Pictoris
Alfa Pictoris (α Pictoris, förkortat Alfa Pic, α Pic) som är stjärnans Bayerbeteckning, är en stjärna belägen i den sydöstra delen av stjärnbilden Målaren. Den har en skenbar magnitud på 3,27, är synlig för blotta ögat och den ljusaste stjärnan i stjärnbilden. Baserat på parallaxmätning inom Hipparcosuppdraget på ca 33,8 mas, beräknas den befinna sig på ett avstånd på ca 97 ljusår (ca 30 parsek) från solen. Alfa Pictoris har distinktionen att vara sydpolstjärnan på planeten Merkurius.

## Egenskaper
Alfa Pictoris är en gul till vit stjärna i huvudserien av spektralklass A8 Vn kA6 och en relativt ung Lambda Boötis-stjärna. Dess stjärnklassificering anger särdrag, med kA6-notationen som anger att den har svagare än vanliga kalcium-K-linjer i spektret. Suffix 'n' anger att absorptionslinjerna i spektret är breda och oskarpa. Detta beror på stjärnans snabba rotation, med en prognoserad rotationshastighet på 206 km/s. Spektroskopi visar smala, tidsvarierande absorptionsegenskaper som orsakas av omgivande gas som rör sig mot stjärnan. Detta är inte resultat av interstellär materia, utan ett skal av gas längs orbitalplanet. Alfa Pictoris kategoriseras som en snabbt roterande skalstjärna som nyligen har utstött massa från sin yttre atmosfär. Den har en massa som är omkring dubbelt så stor som solens massa, en radie som är ca 60 procent större än solens och utsänder från dess fotosfär ca 13 gånger mera energi än solen vid en effektiv temperatur på ca 7 500 K.
Data från Hipparcosuppdraget visar att Alfa Pictoris kan vara en oupplöst dubbelstjärna med en följeslagare på samma avstånd som jorden kretsar runt solen. Alpha Pictoris är en källa till röntgenstrålning, som är ovanligt för en stjärna av spektraltyp A, eftersom stjärnmodeller inte förutsätter att de har magnetisk generator. Denna strålning kan i stället härröra från följeslagaren. 